# ماساکی اوکادا
 ماساکی اوکادا (انگلیسی: Masaki Okada؛ زادهٔ ۱۵ اوت ۱۹۸۹) هنرپیشهٔ اهل ژاپن است. از فیلم‌های سینمایی یا برنامه‌های تلویزیونی که وی در آن نقش داشته است می‌توان به ماشینم را بران (۲۰۲۱) I Give My First Love to You و اعترافات اشاره کرد.